# 森萌々穂
森 萌々穂（もり ももえ、2004年12月8日 - ）は日本の女性アイドル、女優、モデル。@onefiveのメンバー、さくら学院の元メンバー。所属事務所はアミューズ。東京都出身。

## 略歴
小学1年生の頃から芸能活動を始めた。2014年に発表されたPerfume「Cling Cling」のミュージック・ビデオに少女役で出演。
2016年から放映されているパナソニック「ふだんプレミアム」のCMに、西島秀俊演じる父と、奥貫薫演じる母の娘役として出演。
2016年5月6日、中野サンプラザホールで開催された「さくら学院 2016年度 〜転入式〜」にて、さくら学院へ転入（加入）。2018年11月から、自らが発案しプロデュースに関わったクラブ活動（派生ユニット）の美術部（Art Performance Unit ”trico dolls”）の部長として活動を開始。2019年5月6日、文京シビックホール大ホールで開催された「さくら学院 2019年度 ～転入式～」にて、6代目トーク委員長に就任した。
2019年10月19日、「さくら学院祭☆2019」にて、中等部3年の藤平華乃、吉田爽葉香、有友緒心と共にガールズユニット@onefive（ワンファイブ）を結成し、同ユニットではMOMO名義で活動する事が発表された。また同日にデビュー曲「Pinky Promise」のミュージックビデオが公開され、翌20日から配信リリースが開始された。
2020年8月30日に配信された無観客有料オンライン配信ライブ「The Road to Graduation 2019 Final ～さくら学院 2019年度 卒業～」をもって、さくら学院を卒業した。

## 人物
さくら学院在籍時には、自身の名前である「萌々穂」を訓読みした「もえもえほ～」というフレーズを自己紹介に使用しており、同ユニットでは岡田愛と並ぶぶりっ子キャラとして知られていた。さくら学院在籍以前からさくら学院のことが好きであり、何度もライブに行っていたほか、憧れの人としてさくら学院のOGでもあるBABYMETALを挙げており、こちらもライブに行っている。
自身の長所を「誰とでもすぐに仲良くなれるトコロ！」、短所を「マイペース」としている。好きな色はピンク。
大学で英語とフランス語を学んだ。
@onefiveの中でラップを担当。カニエ・ウェストのヒップホップ・アルバム「Yeezus」が大好きです。アシュニコの音楽も好きです。

## 出演

### テレビドラマ
- サキ 第8話（2013年2月26日、関西テレビ） - サキ（幼少期） 役[20]
- それでも僕は君が好き 第二夜（2015年9月29日、フジテレビ） - 牧野の妹 役[20]
- 空腹アンソロジー（2016年3月13日、テレビ東京） - ミサキ（幼少期） 役[20]
- 推しが武道館いってくれたら死ぬ（2022年10月9日 - 12月26日、朝日放送テレビ） - 松山空音 役[21]

### その他のテレビ番組
- オモクリ監督 〜O-Creator's TV show〜（2014年11月2日、フジテレビ） - 森ハヤシ監督作品「授業参観の作文『日曜日のパパ』」に出演
- カスペ!あなたの知るかもしれない世界6（2015年2月17日、フジテレビ）
- 子ども安全リアル・ストーリー 第1話（2015年8月4日、NHK Eテレ） - シオリ 役
- あざとくて何が悪いの?（2021年6月19日、テレビ朝日）

### ラジオ
- ブラザー・ラプソディ（2016年3月19日、NHK FM FMシアター） - ミオ 役

### 映画
- ぼくのおじさん（2016年、東映） - 平田さん 役[22]
- 劇場版 推しが武道館いってくれたら死ぬ（2023年5月12日、ポニーキャニオン） - 松山空音 役[23][24]

### CM・イメージモデル
- パナソニック「ふだんプレミアム」（2016年 - ）
- アガツマ
  - 「ラブあみ」（2016年）
  - 「ガールズデザイナーコレクション」（2016年）
  - 「キラペットドーム」（2016年）
  - 「すみっコぐらし きらきらスノードーム」（2017年）
- 河合塾 大学入学共通テストトライアル（2021年）
  - 2021年度「大学入学共通テストトライアル告知篇」30秒/15秒
  - 2021年度「大学入学共通テストトライアル学生の本音/女子A篇」
- スタディサプリ「見えるから、伸ばせる。」（2022年）

### PV・MV
- Perfume「Cling Cling」（2014年）
- タカラトミー「みんなで踊ろう♪キラチェンリカちゃんダンスPV」（2017年）
- タカラトミー「おぼえて踊ろう♪キラチェンリカちゃんダンスレッスンビデオ」（2017年）

### イベント
- JACK-O-LAND （2016年10月29日・30日、横浜アリーナ）
- 東京おもちゃショー2017 タカラトミー「リカちゃん＆つばさちゃんスペシャルダンスステージ」（2017年6月3日、東京国際展示場）[25]
- ジャック・オー・ランド「リカちゃん スペシャルステージ」（2017年10月21日・22日、横浜アリーナ）
- 東京おもちゃショー2018 タカラトミー「リカちゃん＆みさきちゃんスペシャルダンスステージ」（2018年6月9日・10日、東京国際展示場）
- 東京おもちゃショー2019 タカラトミー「リカちゃん＆かれんちゃんスペシャルダンスステージ」（2019年6月16日、東京国際展示場）

### 雑誌
- ちゃお（小学館）
- 小学一年生（小学館）
- 小学二年生（小学館）
- プリパラ公式ファンブック 2015 DREAM3（2015年、小学館）
- ドラえもん もっと!ふしぎのサイエンス VOL.7（2015年、小学館）